# Шлаканьов Георгій Власович
Георгій Власович Шлаканьо́в (нар. 30 лютого 1905, Сватове) — український радянський архітектор.

## Біографія
Народився у 1905 році в місті Сватовому (тепер Луганська область, Україна). 1929 року закінчив Харківський художній інститут. Член ВКП(б) з 1942 року.

## Споруди

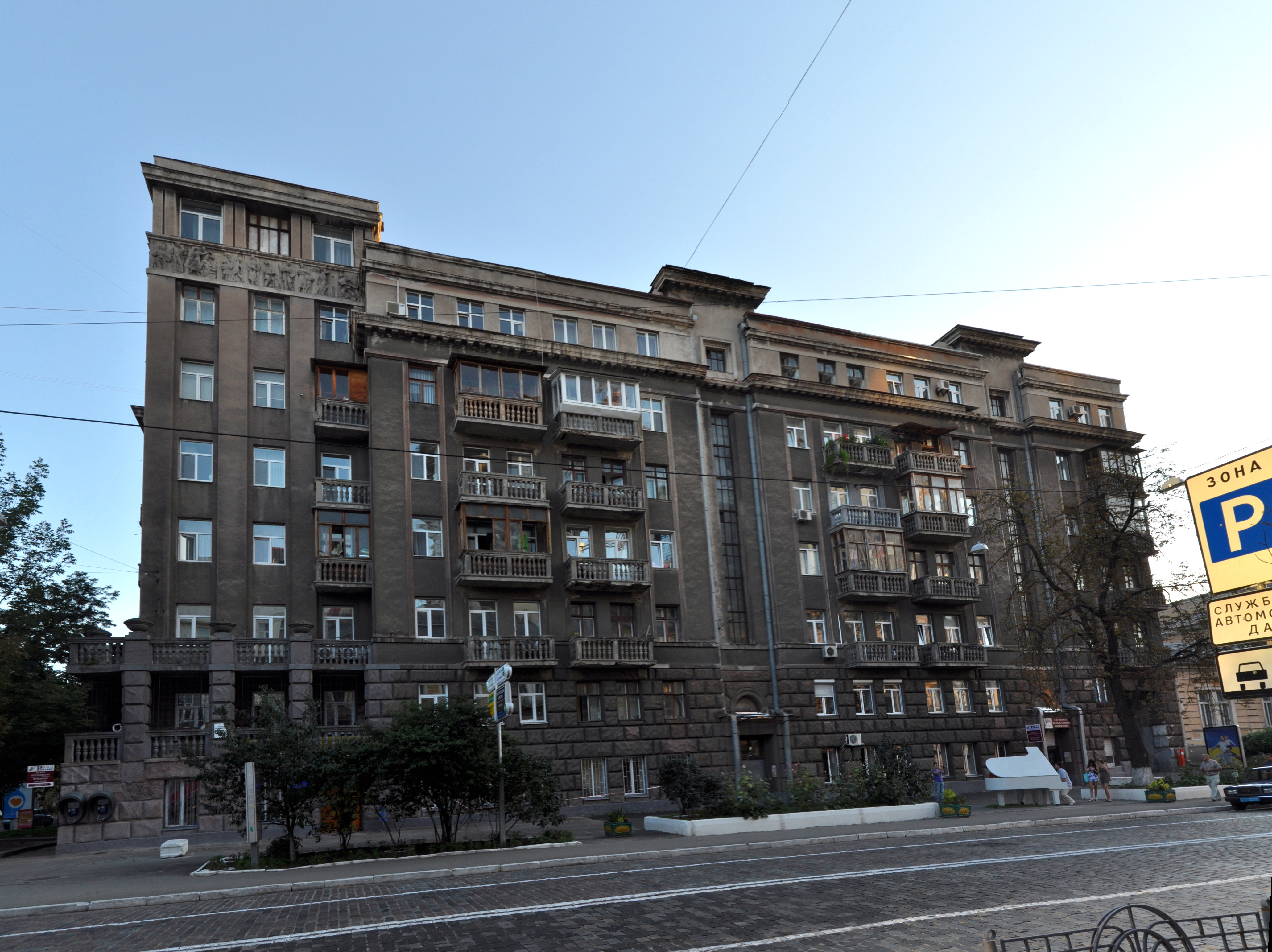
Будинок в Києві на Пирогова.

- Житловий будинок (будинок співробітників Наркомгоспу УРСР) на вулиці Пирогова, 2 у Києві (1938);
- Забудова Нової Каховки (1952—1955);
- Піонерський табір поблизу Алушти в Криму (1954—1955);
- Житловий будинок на вулиці Набережно-Хрещатицькій у Києві (1962—1963);
- Адміністративний будинок на бульварі Шевченка у Києві (1962—1963);
- Забудова селища Бурштинської ДРЕС в Івано-Франківській області (1962—1963).